# دالتن (مینه‌سوتا)
دالتن، مینه‌سوتا (به انگلیسی: Dalton, Minnesota) یک شهر در ایالات متحده آمریکا است که در مینه‌سوتا واقع شده‌است.

## خصوصیات
دالتن ۰٫۶۰ کیلومترمربع مساحت و ۲۵۳ نفر جمعیت دارد و ۴۱۸ متر بالاتر از سطح دریا واقع شده‌است.